# Eudorylas elephas
Eudorylas elephas – gatunek muchówki z podrzędu krótkoczułkich i rodziny Pipunculidae.
Gatunek ten opisany został w 1897 roku przez Johanna Beckera jako Pipunculus elephas.
Muchówka o ciele długości 3,5 mm. Głowa jej ma u samca srebrzystobiało, a u samicy biało opylone twarz i czoło. Czułki są czarnobrunatne z żółtawym, srebrzystobiało opylonym trzecim członem. Tułów ma barwę brunatną z jasnoszarym opyleniem. Skrzydła są przezroczyste z pterostygmą żółtawo zaciemnioną na całej długości. Ubarwienie przezmianek jest szarobrunatne. Odnóża ubarwione są szarożółto, u samca z brunatnymi, a u samicy z ciemno przepasanymi udami. U smaca matowe, brunatne tergity odwłoka są szaro opylone z brunatnymi przepaskami u brzegów. U samicy dwa początkowe tergity są żółtawe, a tergity piąty i szósty mają wyraźne zagłębienia. Na odwłoku brak czarnego owłosienia. U samicy nasadowa część pokładełka pozbawiona jest bruzdy pośrodkowej. Samca cechuje silne rozdęcie aparatu kopulacyjnego.
Owad europejski, znany ze Szwecji, Finlandii, Niemiec, Szwajcarii, Austrii, Włoch, Polski, Czech, Słowacji i Łotwy. Owady dorosłe są aktywne od maja do sierpnia.